# Дикваттро, Джамбаттиста
Джамбаттиста Дикваттро (итал. Giambattista Diquattro; род. 18 марта 1954, Болонья, Италия) — итальянский прелат и ватиканский дипломат. Титулярный архиепископ Гиромонтензиса с 2 апреля 2005. Апостольский нунций в Панаме с 2 апреля 2005 по 21 ноября 2008. Апостольский нунций в Боливии с 21 ноября 2008 по 21 января 2017. Апостольский нунций в Индии и Непале с 21 января 2017 по 29 августа 2020. Апостольский нунций в Бразилии с 29 августа 2020. 